# Foton Tunland
La Foton Tunland o Foton FT-500 - Terracota es una pickup fabricada por Foton Motor desde el año 2012.

## Descripción
De diseño propio, la Tunland se halla disponible en tres versiones de carrocería, dos de cabina semi-doble, cabina doble o una sencilla. El interior destaca por presentar materiales muy resistentes al trato duro. En el equipamiento se encuentran elementos básicos tales como el climatizador automático, equipos de audio integrados y computador de viaje. Según la versión, podrá incluir asientos térmicos, tapizado en piel y sensores de parqueo posterior.

### Motorización y mecánica
Tiene motor delantero, de la casa estadounidense pero fabricado en China en su planta a riesgo compartido 50/50 BFC Beijing Foton Cummins Cummins ISF 2.8 turbo diesel de 2,8 litros y 163 caballos (122 kW), inyección directa commonrail común. La procedencia de sus partes es muy diversa, destacando que el turbocargador es de la firma Holset, la caja de marchas es de tipo manual, con cinco velocidades y reverso, sus frenos son de disco Bosch adelante, y su transmisión varía de acuerdo a su procedencia, siendo la fabricada en China equipada con eje posterior Getrag AG, mientras que la versión ensamblada en Colombia cuenta con eje trasero DANA-Transejes.

### Especificaciones técnicas
- Longitud: 5,31 metros (17 pies)
- Anchura: 1,88 metros (6 pies)
- Alto: 1,86 metros (6 pies)
- Batalla: 3,1 metros (10 pies)
- Distancia mínima al suelo: 210 milímetros (8 plg)
- Puestos: Tres a cinco plazas
- Cilindrada: 2800 centímetros cúbicos (3 L)
- Potencia: 174 caballos (176 CV)
- Par máximo: 360 N*m
- Velocidad máxima: 187 kilómetros por hora (116 mph)
- Normativa Euro IV
- Consumo medio: 8,5 L/100 km

### Seguridad
La Foton Tunland solo obtuvo tres estrellas en las pruebas de colisión, porque no tenía airbag de cortina, anclaje Isofix de sillas para bebés y un cinturón de 2 puntos en el centro de la banca trasera.